# 高雄市公車紅57路
高雄市公車紅57路，由港都客運營運，分為紅57及紅57區間。

## 歷史
- 2016年4月1日闢駛，原始為日月光園區捷運接駁車。
- 2018年3月1日更名為紅57,全線使用電動低地板公車。

## 路線基本資料
全程行車里數約4.5公里，全程行車時間約35分。往創意南路10站，往東六街口10站。
自創意南路站起，沿創意北路、開發路、內環西路、經六路、內環北路、經五路、經二路到東六街口。

## 停站
參見右側路線圖

## 區間車
| 路線編號 | 起訖點                                                | 發車時段        |
| -------- | ----------------------------------------------------- | --------------- |
| 紅57區   | 捷運楠梓加工區站(加工區內)⇔捷運楠梓加工區站(加工區內) | 上午:6:50-18:30 |

## 外部連結
- 高雄市公車動態資訊系統 （页面存档备份，存于）
- 港都客運官網 （页面存档备份，存于）
- 轉動高雄青春夢的Facebook專頁